# Georg Klaußner
Georg Klaußner (* 2. November 1882 in Ziegelstein; † 2. Oktober 1936 in Storkow) war ein deutscher Landwirt, Gewerkschafter und Politiker (USPD, SPD).

## Leben
Georg Klaußner wurde in Ziegelstein-Herrnhütte bei Nürnberg geboren. Nach dem Volksschulabschluss und dem Besuch der Arbeiterbildungsschule in Berlin absolvierte er eine Metalldrückerlehre. Seinen Beruf übte er in Württemberg, Bayern, Baden, der Rheinpfalz und zuletzt 1919 in Berlin aus. Von 1919 bis 1933 betrieb er eine Landwirtschaft in Storkow. Er trat 1900 in die SPD ein und begann sich im selben Jahr für die Arbeiterbewegung zu engagieren. Von 1928 bis 1933 war er Vorsitzender des Ortsausschusses des Allgemeinen Deutschen Gewerkschaftsbundes (ADGB) in Storkow. 1932/33 war er Vorsitzender bzw. Vorstandsmitglied der AOK für den Landkreis Beeskow-Storkow.
Klaußner trat 1917 aus Protest in die USPD ein. Während der Novemberrevolution war er Mitglied des Vollzugsausschusses des Arbeiterrates für den Landkreis Beeskow-Storkow. Am 27. September 1922 wurde er wieder Mitglied der SPD. Von 1919 bis 1933 war er Stadtverordneter, von 1927 bis 1932 Zweiter Stadtverordnetenvorsteher und im Jahre 1932 unbesoldetes Mitglied des Magistrates in Storkow. Des Weiteren war er von 1922 bis 1928 Mitglied des Kreisausschusses des Landkreises Beeskow-Storkow. Zudem war er ab 1928 Vorsitzender des ADGB-Ortsausschusses in Storkow.
Klaußner war von 1919 bis 1921 Mitglied der Verfassunggebenden Preußischen Landesversammlung. Im Februar 1921 wurde er als Abgeordneter in den Preußischen Landtag gewählt, dem er ohne Unterbrechung bis zur Auflösung der Körperschaft am 14. Oktober 1933 angehörte. Im Parlament vertrat er den Wahlkreis 3 (Potsdam II).
Nach der Machtübernahme der Nationalsozialisten wurde Klaußner am 12. März 1933 in „Schutzhaft“ genommen. Am folgenden Tag wurde er wieder entlassen. Die kurze Inhaftierung sollte vor allem zur Einschüchterung politischer Gegner der NS-Bewegung dienen. Aus Angst, erneut verhaftet zu werden, verließ Klaußner Storkow. Doch Anfang April 1933 kehrte er zurück, um an der neugewählten Stadtverordnetenversammlung teilzunehmen. Ende Mai 1933 nahm er das letzte Mal an einer Stadtverordnetenversammlung in Storkow teil. Danach floh er nach Berlin, wo er untertauchte. Er hatte Überlegungen, in die Schweiz zu emigrieren. Doch die Gestapo verhaftete Klaußner am 18. Juli 1933. Der Haftbefehl war bereits auf den 24. Juni 1933 datiert. Er kam zunächst in die Haftanstalt Plötzensee, danach war er für kurze Zeit im KZ Brandenburg inhaftiert. Wenig später wurde Klaußner in das KZ Oranienburg überführt. Dort blieb er als „Schutzhäftling“ bis zum 12. März 1934. Danach wurde er wegen seines schlechten Gesundheitszustandes nach Berlin ins Staatskrankenhaus überwiesen. Nach der Behandlung kam Klaußner erneut für kurze Zeit in das KZ Oranienburg, wo er am 31. Mai 1934 endgültig entlassen wurde.
Aufgrund des angeschlagenen Gesundheitszustandes nach der Haft konnte Klaußner keiner Erwerbstätigkeit mehr nachgehen. Eineinhalb Jahre später verstarb er im Krankenhaus in Storkow.